# Большая Круглица (Башкатовское сельское поселение)
Большая Круглица — деревня в Мценском районе Орловской области России. Входит в состав Башкатовского сельского поселения.

## География
Деревня находится в северной части Орловской области, в лесостепной зоне, в пределах центральной части Среднерусской возвышенности, к югу от реки Каменки (левый приток Оки), на расстоянии примерно 24 километров (по прямой) к западу-юго-западу (WSW) от города Мценска, административного центра района. Абсолютная высота — 204 метра над уровнем моря.
Климат характеризуется как умеренно континентальный с умеренно морозной зимой и теплым, иногда жарким летом. Средняя многолетняя температура самого холодного месяца — января, составляет −9,4°С, температура самого теплого +19°С.
Часовой пояс
Деревня Большая Круглица, как и вся Орловская область, находится в часовой зоне МСК (московское время). Смещение применяемого времени относительно UTC составляет +3:00.

## Население
| 2010 |
| ---- |
| 0    |